# Monument Gordon
Le Monument Gordon est un monument érigé sur le site du champ de bataille de Waterloo à la mémoire d'Alexander Gordon, lieutenant-colonel britannique des Scots Guards et aide de camp de Wellington, mort à l'âge de 29 ans à la bataille de Waterloo, le 18 juin 1815,,.

## Localisation
Le monument Gordon se situe exactement sur la limite entre le territoire de la commune belge de Braine-l'Alleud et celui de la commune de Lasne, dans la province du Brabant wallon.
Il se dresse à environ 500 m à l'est de la Butte du Lion, et à 100 m au nord de la Ferme de la Haie Sainte, au sud-ouest du carrefour de la chaussée de Charleroi et de la route du Lion,
Face à lui, de l'autre côté de la chaussée de Charleroi se dresse le monument aux Hanovriens. « Ces deux monuments se trouvent sur des tertres dont la hauteur indique le niveau primitif du terrain. Les terres enlevées ont servi à former la butte du Lion. Le niveau de la grand'route a aussi été abaissé dans la suite au moyen d'une tranchée, pour adoucir la pente ». Au nord-est du carrefour se dresse le monument aux Belges.

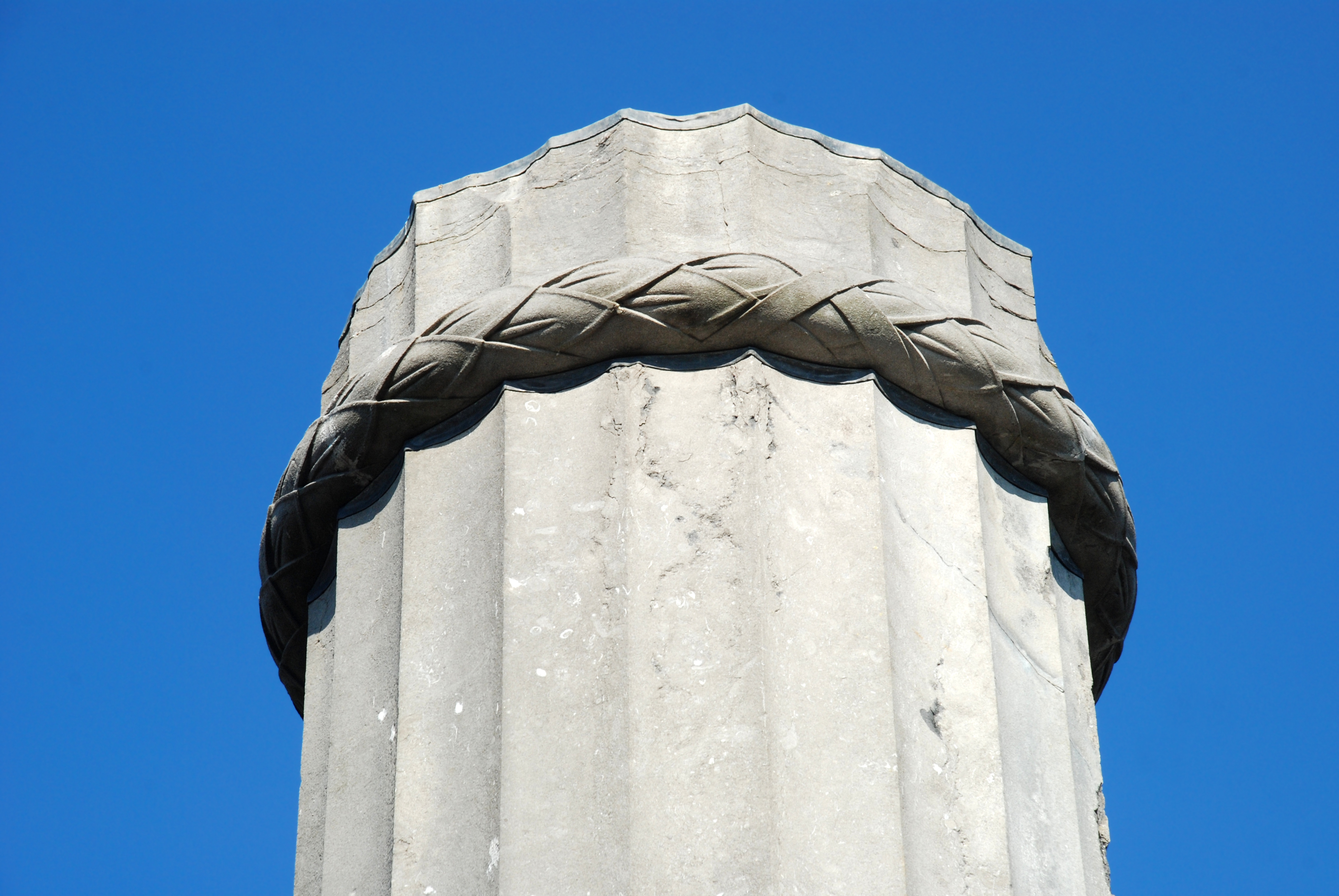
La couronne de laurier
au sommet de la colonne brisée.

## Historique

### Alexander Gordon
Alexander Gordon était un proche de Wellington. Issu d'une vieille famille écossaise, frère de Lord Aberdeen, qui présidera plus tard aux destinées du gouvernement britannique, il avait, très tôt, rejoint l'armée et participé aux campagnes d'Espagne et du Portugal. Remarqué par Wellington, il était devenu, dès 1810, son aide de camp. Et c'est aux côtés de son chef, le 18 juin 1815, aux environs de 18h30, alors qu'ils chevauchaient tous les deux pour rejoindre les bataillons brunswickois en difficulté, qu'il fut grièvement blessé à la cuisse.
Transporté à l'arrière des combats, Gordon fut amputé puis ramené à l'auberge Bodenghien, dans le centre de Waterloo, où Wellington avait installé son quartier général. C'est là que le Duc le retrouva, agonisant. "Dieu soit loué, vous êtes sauf !", lui aurait dit Gordon, en le dévisageant, avant de perdre connaissance.
Wellington passa ensuite dans la chambre voisine pour entamer l'écriture de son rapport. Mais, épuisé, Gordon sombra très vite dans les bras de Morphée. Vers 3 heures du matin, le docteur Hume, qui avait veillé Gordon, vint réveiller le Duc pour lui annoncer que son aide de camp venait d'expirer. Il lui donna aussi les noms d'autres officiers, victimes des combats. Au fur et à mesure de l'énumération, raconte le médecin, des larmes coulèrent sur les joues de Wellington. Visiblement très ému, le Duc aurait dit : "Grâce à Dieu, j'ignore ce qu'est perdre une bataille, mais rien ne peut être plus pénible d'en gagner une en perdant tant d'amis !"

### Le monument
Le monument a été édifié dès 1817 par la famille d'Alexander Gordon.
Il a été restauré en 1863 par son frère, en 1870 et en 1886 par son petit-neveu J. Gordon et en 1887 par sa famille.
Il fait l'objet d'un classement au titre des monuments historiques depuis le 16 août 1978. Vu sa situation sur la limite entre deux communes, il est classé sous une double référence : no 25014-CLT-0031-01 pour Braine-l'Alleud et no 25119-CLT-0018-01 pour Lasne.
Le monument a été restauré en 2012. L'escalier de pierre avec main courante en fer forgé permettant l'accès depuis la route N5 a été démonté à cette occasion et est en attente de reconstruction.

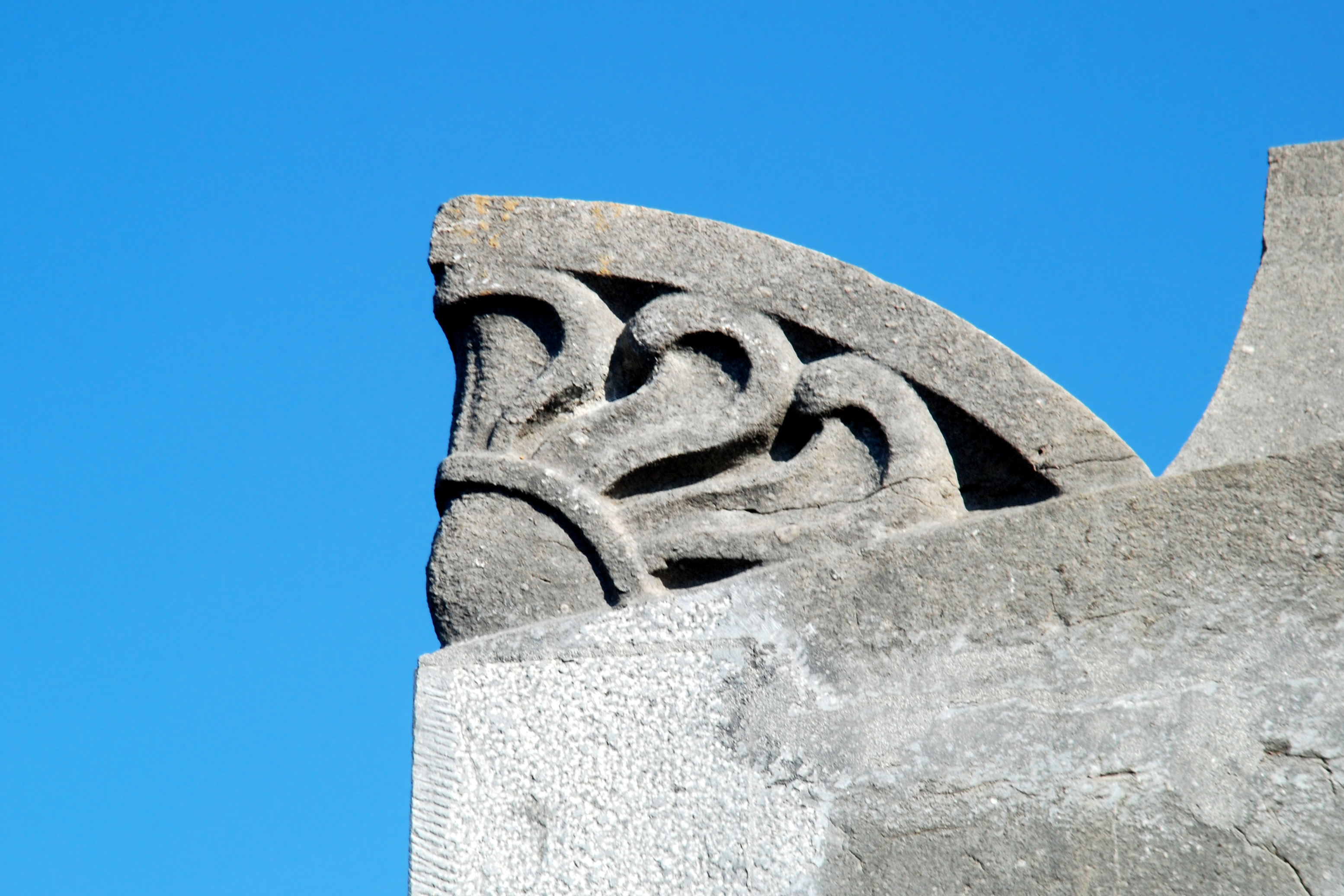
Acrotère.

## Description

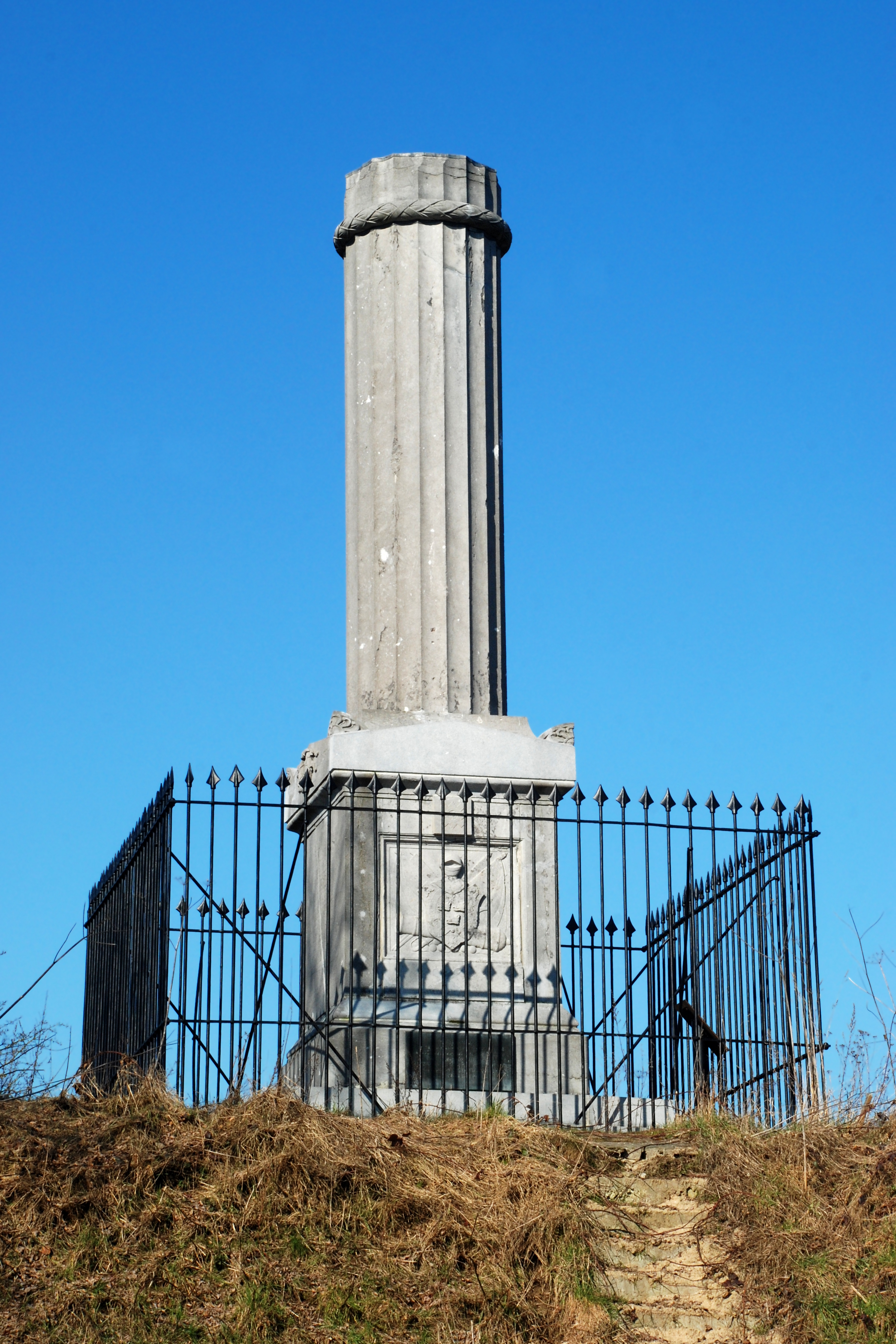
Le monument vu de la route.

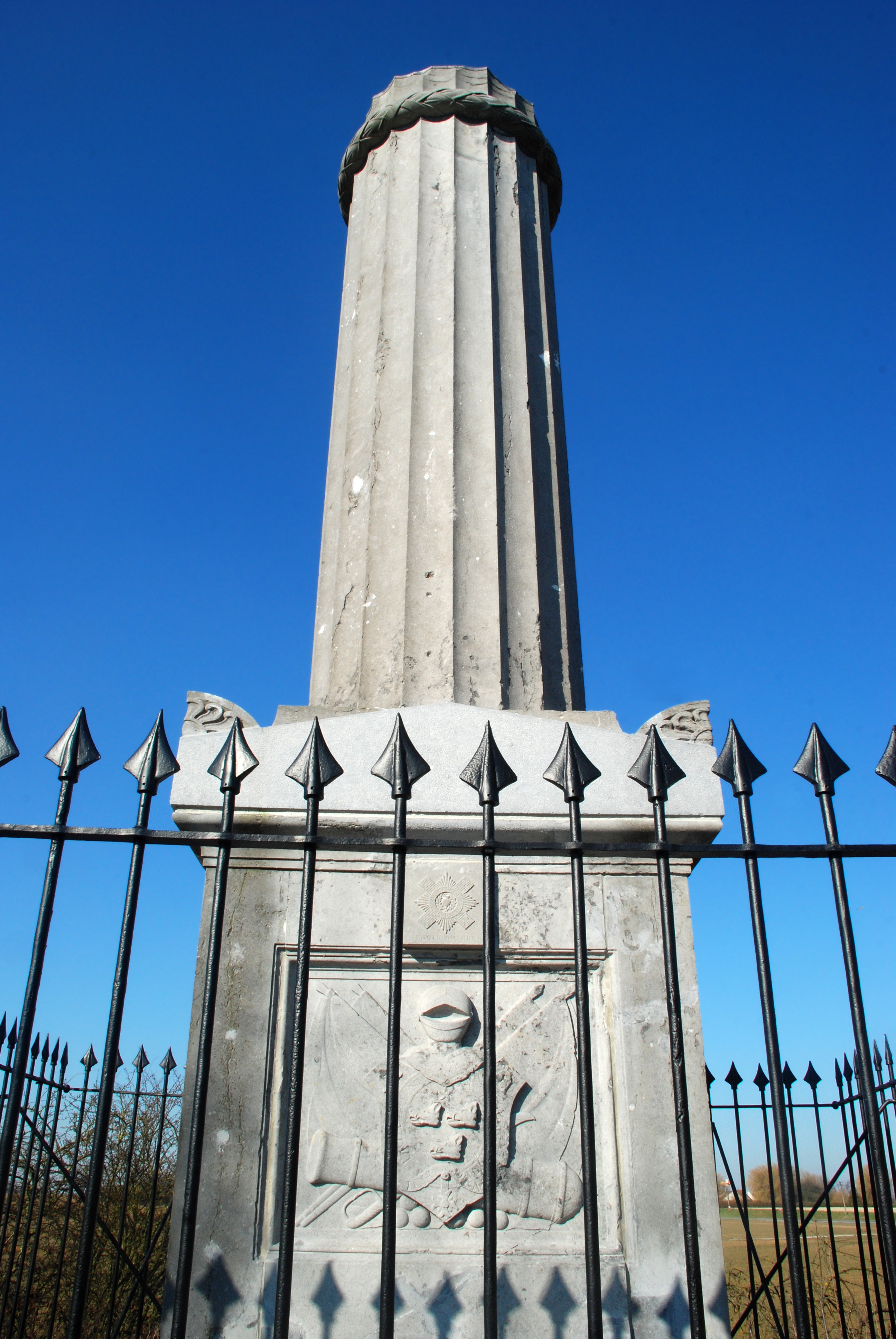
La face est.

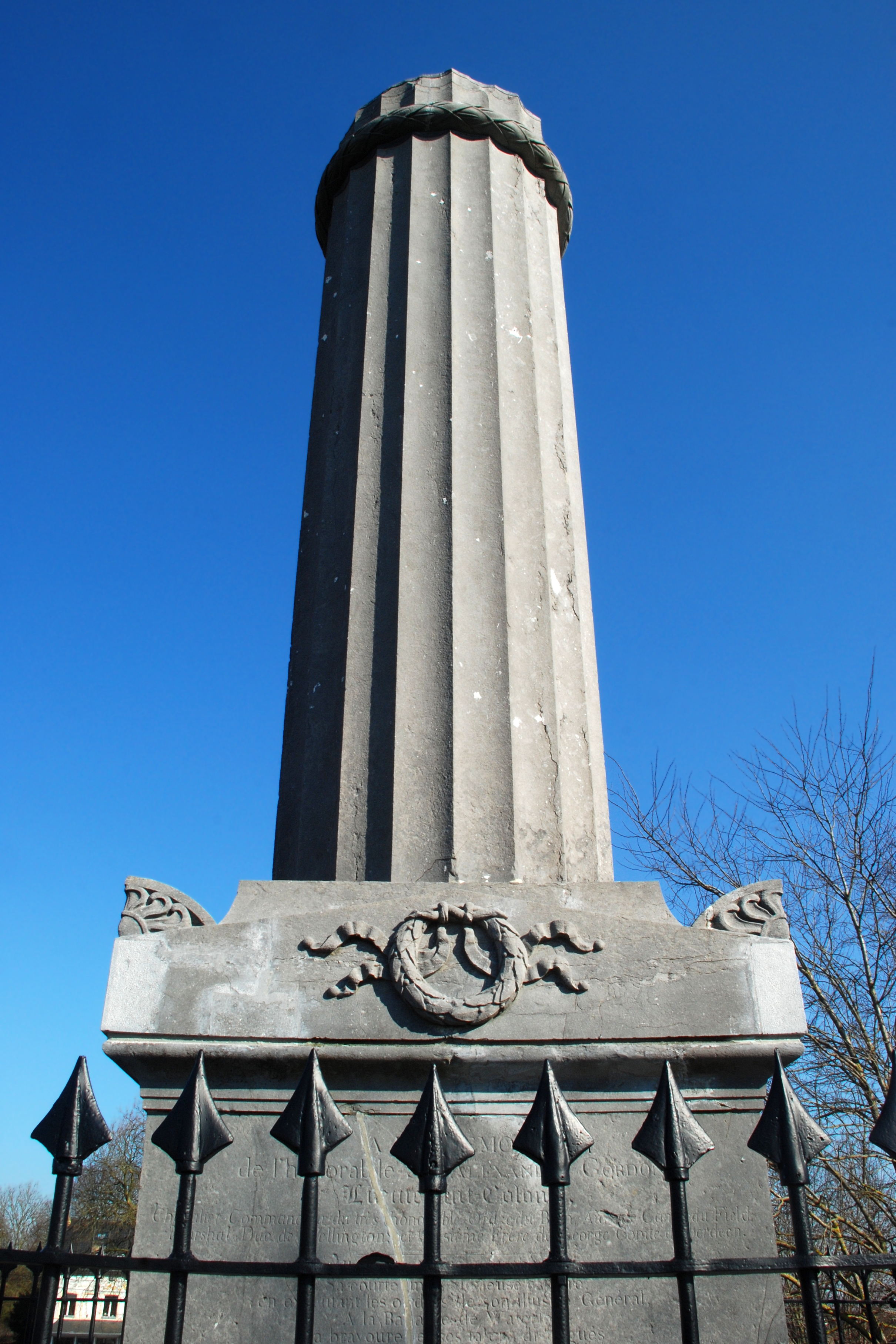
La face sud avec l'inscription en français.

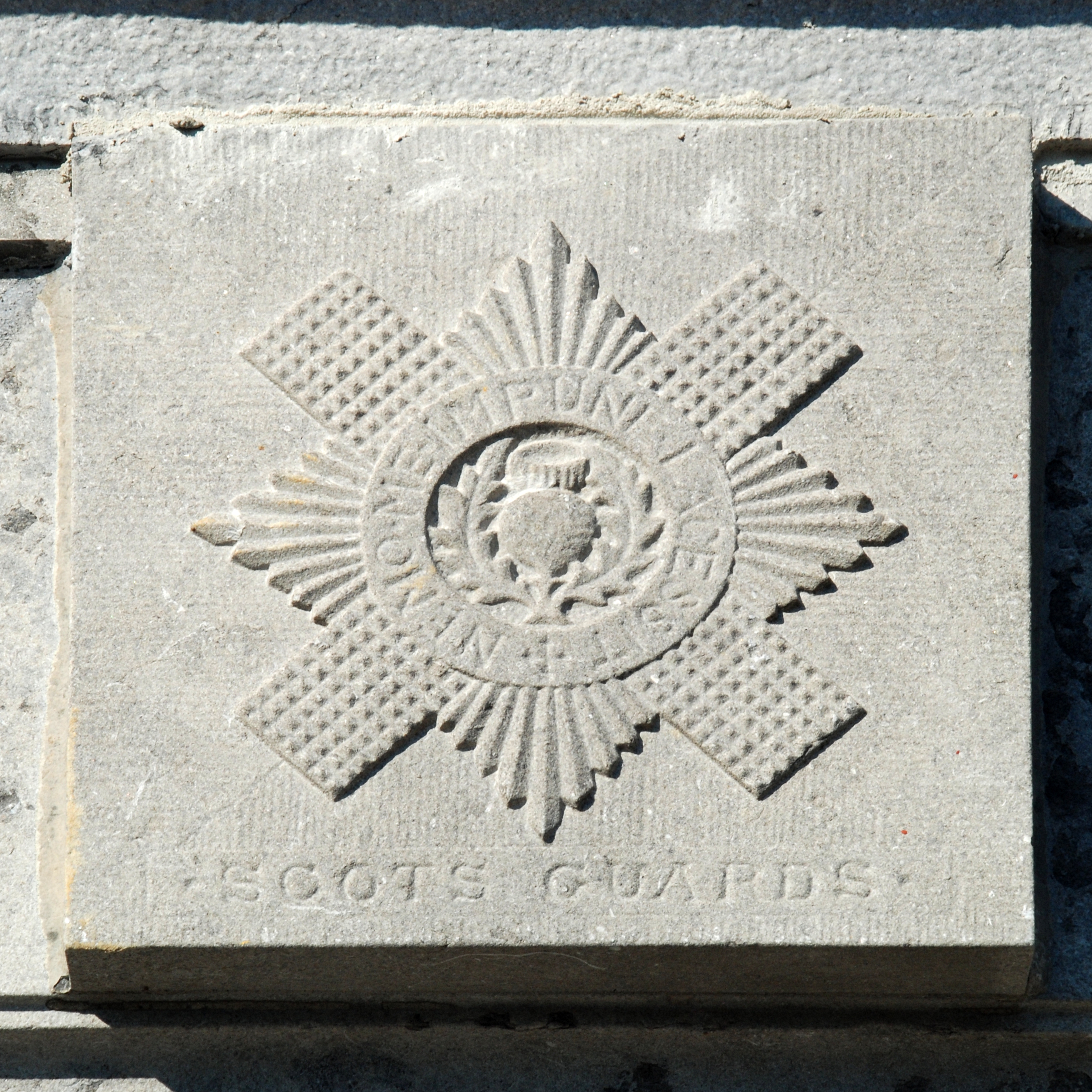
L'insigne des Scots Guards (Nemo me impune lacessit).

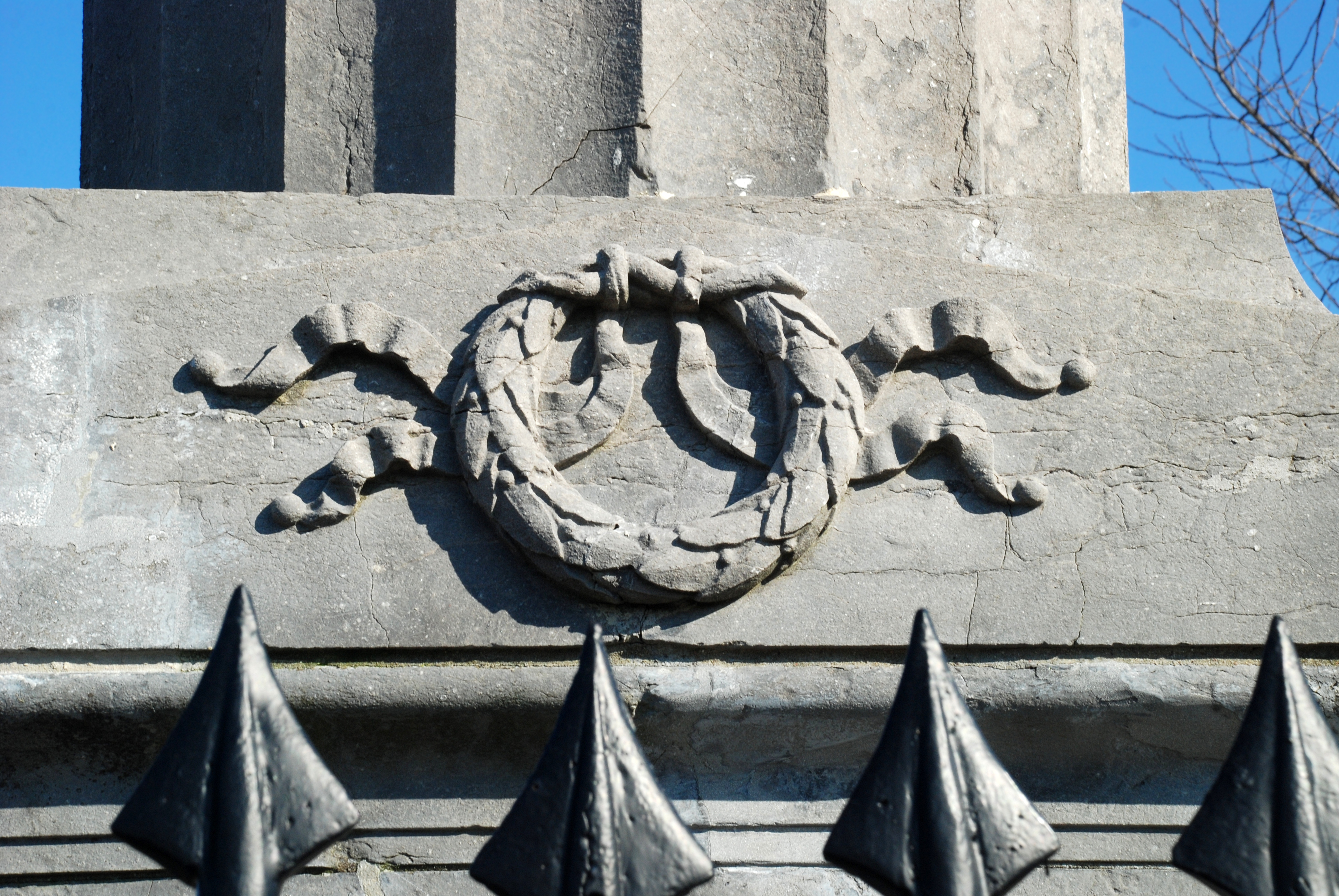
Couronne de lauriers.

Le monument est une stèle commémorative de style néo-classique  réalisée en pierre bleue et haute d'environ 5 m.
Il est constitué d'un piédestal en pierre bleue surmonté de frontons triangulaires. Ces frontons  sont ornés de couronnes de laurier et sommés d'acrotères à leurs extrémités.
Le piédestal porte une colonne brisée ornée de cannelures et ceinte d'une couronne de laurier près de son sommet. La colonne brisée évoque la courte carrière de l'officier mort à 29 ans.
Le piédestal porte sur sa face est un bas-relief représentant des armes, surmonté de l'insigne des Scots Guards composé d'un chardon entouré de la devise Nemo me impune lacessit.
La face ouest du piédestal, quant à elle, arbore les armoiries de Lord Aberdeen constituées de deux bras bandant un arc entourés de la devise Fortuna sequatur et d'une couronne de feuilles de chêne.

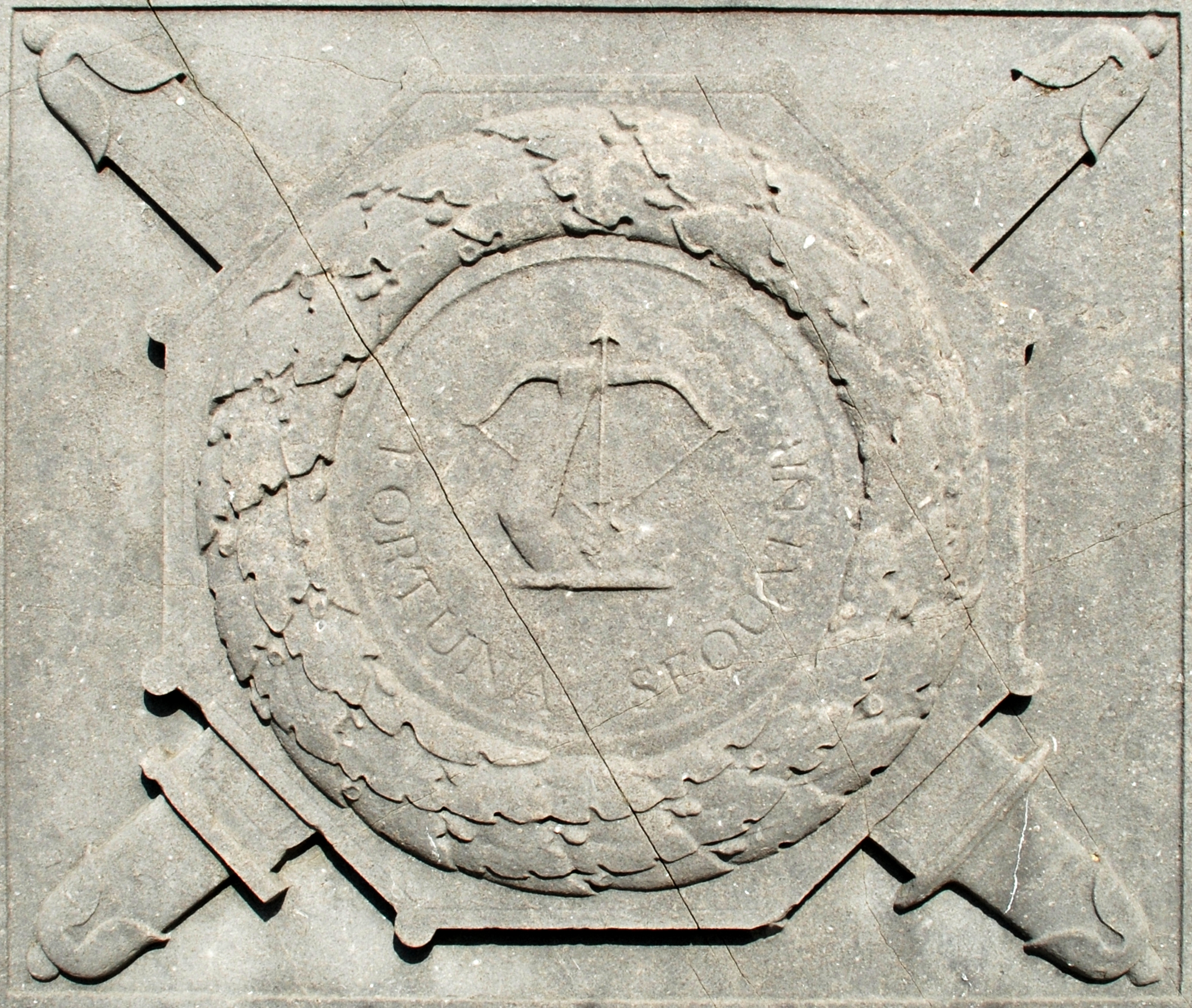
Bas-relief de la face ouest : Fortuna sequatur.
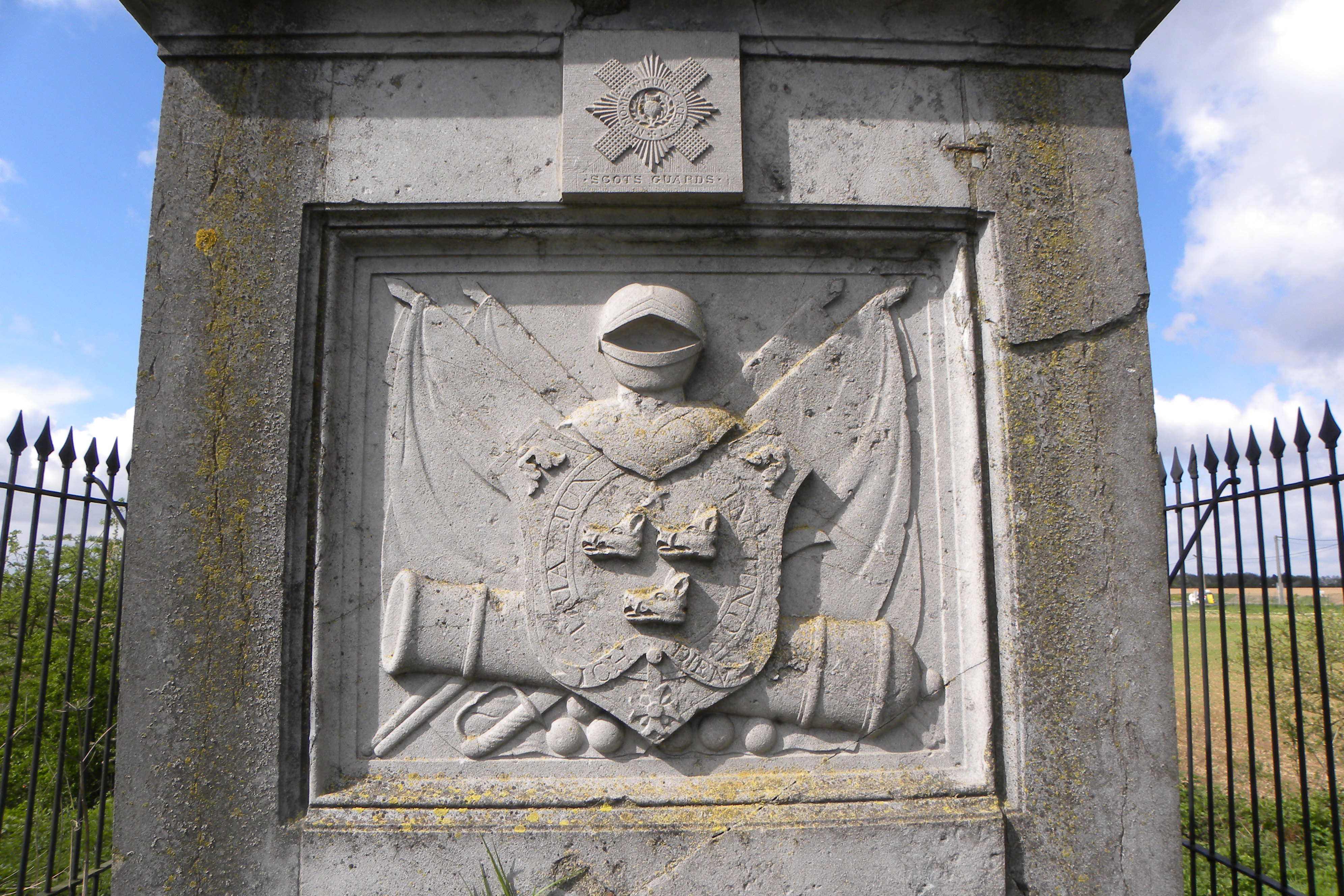
Bas-relief de la face est : armes.

## Hommages à Gordon
Sur la face nord et la face sud du socle du monument est gravé un hommage à Alexander Gordon.
Le texte est gravé en anglais sur le flanc nord (étant très peu lisible, il est reproduit sur une plaque apposée sur la grille) tandis que, sur la face sud, le texte est gravé en français.

« Sacred to the memory of
  
Lieutenant-Col. the Hon Sir ALEXANDER GORDON
  
Knight Commander of the most Honourable Order of the Bath
 
Aide-de-Camp to field Marshall the Duke of Wellington
 
And Also Brother to George Earl of Aberdeen
 
WHO in the twenty-ninth year of his age
 
Terminated a short but glorious career

On the 18th of June 1815

Whist executing the orders of his Great Commander
 
in the Battle of Waterloo
 
Distinguished for Gallantry and good Conduct in the Field
 
He was honoured with repeated marks of Approbation
 
By the illustrious Hero
 
With whom he shared the Danger of every Battle
 
In Spain, Portugal and France
 
And received the most flattering proof of his Confidence
 
On many trying Occasions
 
His zeal and activity in the service obtained the reward
 
Of ten medals
 
And the honourable distinctions of the Order of the Bath
 
He was justly lamented by the Duke of Wellington
 
In his public Despatch
 
As an Officer of high Promise

And a serious lose to the Country

Nor less worthy of record for his virtues in private life

His unaffected respect for Religion
 
His high sense of Honour
 
His scrupulous Integrity

And the most amiable Qualities
 
Which secured the attachement of his friends

And the love of his own Family

In testimony of Feelings which no language can express
 
A disconsolable Sister and Five surviving Brothers
 
Have erected this simple Memorial

To the object of their tenderest Affection. »

Suivent sur le bas du socle (3e photographie ci-après à droite) ces inscriptions additionnelles :

« Repaired 1863 by his brother.[Où ?]
 
Repaired in 1871 and in 188[8?] by his great nephew

… Admiral the Honorary J. Gordon …[Où ?]

John [7?]th EARL OF ABERDEEN

REPAIRED IN 18[8?]7 BY HIS FAMILY

Repaired by subscription

of the Gordon family and clan[Où ?] »

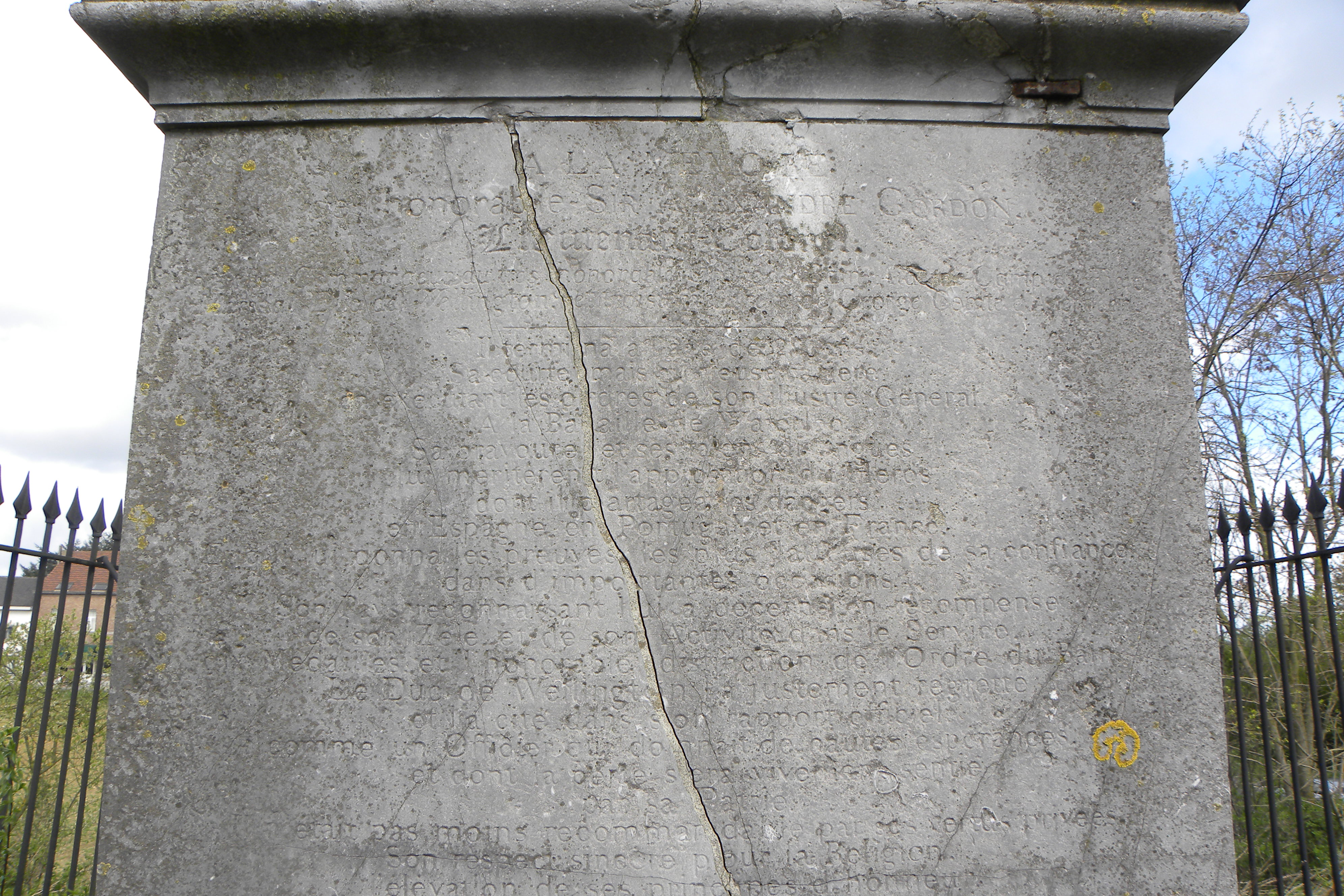
Face sud, inscription en français[8].
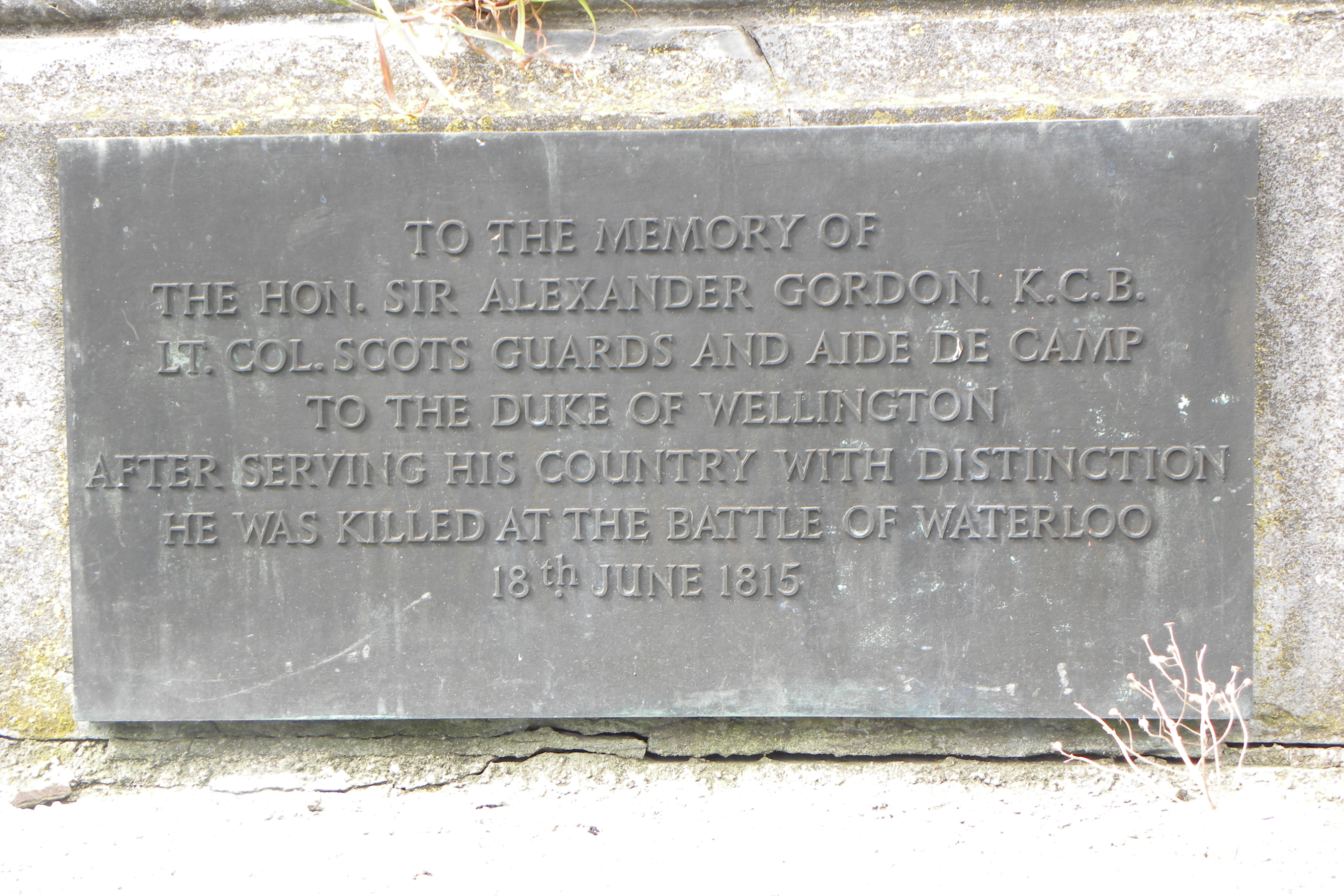
Dédicace à Gordon (face est).
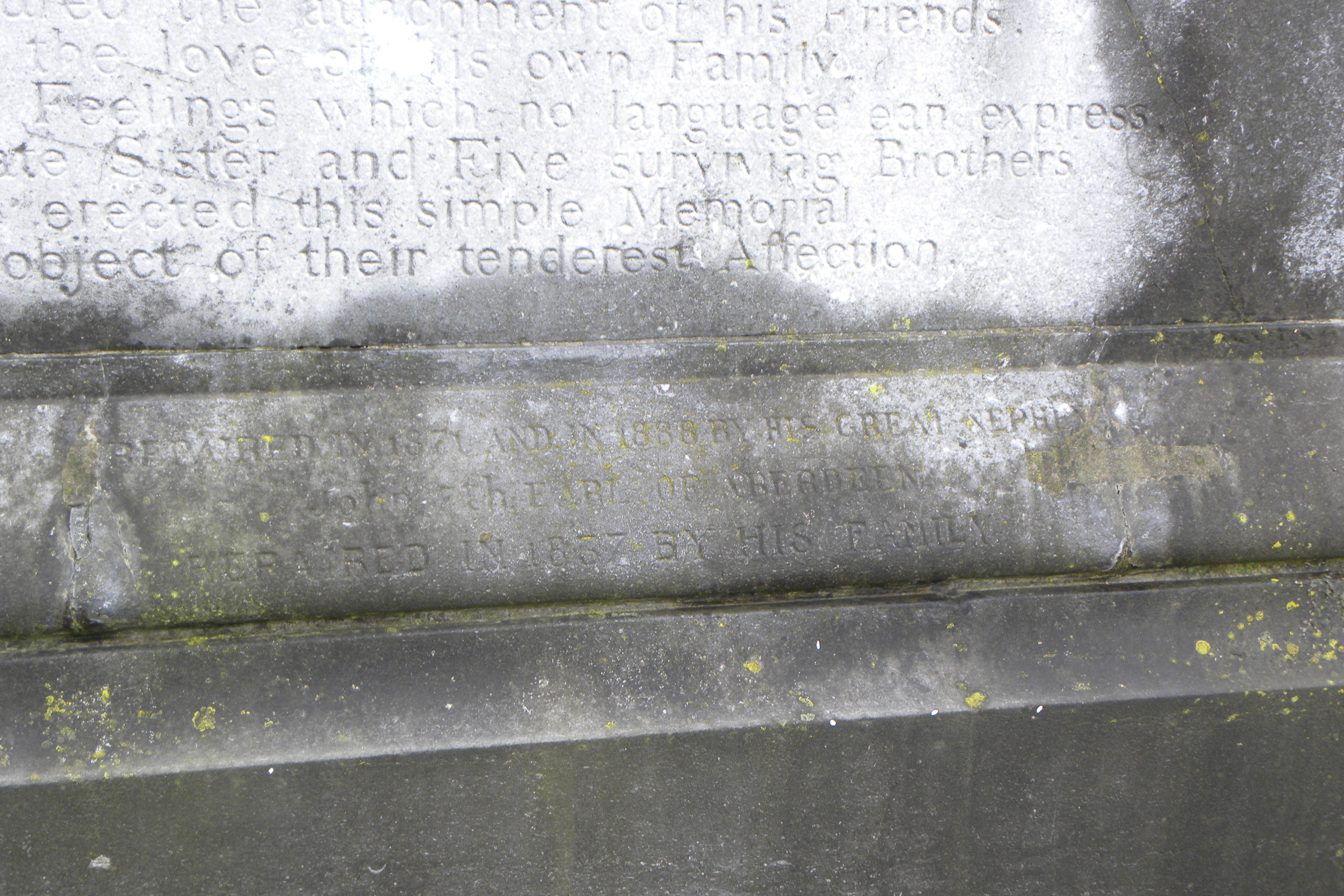
Mentions des commanditaires successifs des travaux de restauration du cénotaphe.